# 地理学史
地理学史（ちりがくし）は、地理学の一部門で、地理学の発達の歴史、学説史の検討、地理学者の研究などを行う分野である。近接している地理学思想などもこの分野に含めることも多い。地理学の本質の部分を論じるので、地理学の基礎分野ともみなされている。内容によって以下のように細分化できる。またこの分野の内容は捉え方によって色々な見方ができる分野でもある。
地理学そのものの歴史については、本項ではなく地理学の歴史を参照のこと。

## 地理学史
狭義の地理学史は、純粋に地理的世界観の拡大の過程や、探検史、地図発展の歴史などを取り上げるが、広義には地理学の理論や方法論などの史的研究といった地理学説史の研究も含めることもある。

## 地理学説史
地理学の理論の史的研究。主な地理学上の観点をめぐる論争や更新され続けてきた新しい地理学の検討など、地理学のやり方・見方を探る分野。

## 地理学制度史
各国の地理学会の歴史や、学校教育における地理教育の歴史などを地理学を取り巻く社会制度に関する史的研究。

## 地理学思想
地理学に関する思想研究。地理学思想自体の定義はまちまちだが、各地理学研究者の地理学観を指したり、逆に一般の人たちの地理に対する見方を指すこともある。地理思想とも言われる。